# Одеса (готель)
Готель «Одеса» — 19-поверховий п'ятизірковий готель у місті Одеса, один з найбільших готельних комплексів України та найбільший в місті.

## Загальні відомості
У 2001 році збудований 19-ти поверхова будівля готелю загальною площею 26 000 м² подібна до корабля, 158 комфортабельних номерів, які мають краєвид на Чорне море. Усі номери оснащені супутниковим телебаченням, мінібаром, індивідуальною системою кондиціонування, сейфами, телефонами, можливістю підключення комп'ютера до інтернету.
Комплекс «Одеса» поєднує в собі готель, конференц-зали (місткістю до 300 осіб), кімнати для переговорів, бізнес-центр, бенкетний зал, ресторани, бари, банківське відділення, аптеку, перукарню, косметичний салон, пральню і хімчистку. 1500 м² займають басейн і лазні, фітнес зал, зали з силовими і кардіотренажерами, масажні кабінети, солярій.
Готель обладнаний усіма системами безпеки, системою кондиціонування і вентиляції, міжнародним і міжміським телефонним зв'язком, супутниковим TV та інтернетом.

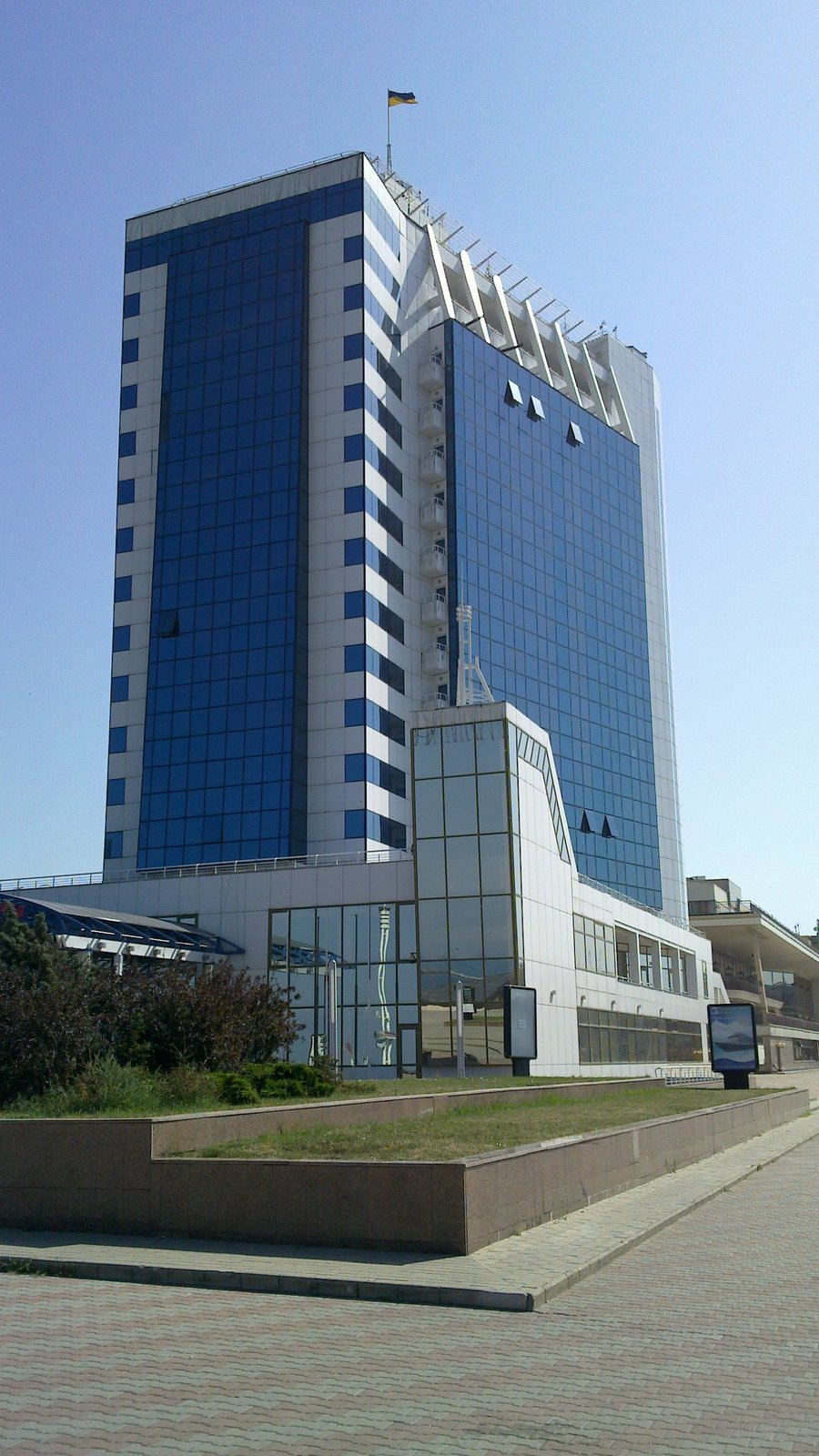
Готель «Одеса»

У 2011 році готель був тимчасово закритий через проблеми з дозвільною документацією і досі не функціонує. Підрядників було зобов'язано замінити фасадні конструкції, системи каналізації, вентиляції, відремонтувати дах і, можливо, посилити каркас готелю.
На 80 % готель належав Одеському морському порту, а на 20 % — компанії «Готель Одеса», співзасновником якої був колишній голова Служби зайнятості Володимир Галицький. Наразі власниками є компанії з Лондона та Віргінських островів.
22 квітня 2018 року руфери потрапили до готелю «Одеса» і дослідили, як він зараз виглядає зсередини. Закинутий готель ще й досі зберігає меблі в кімнатах і алкоголь в мінібарах, також у готелі відсутні вода, електроенергія та Wi-Fi.
В ніч на 25 вересня 2023 року, внаслідок нічного ракетного удару з боку російських окупантів, готель «Одеса» зазнав критичних руйнувань.

## Номери
Готель мав 158 номерів із видом на море. Обслуговування в номерах цілодобове. Усі кімнати оснащені супутниковим телебаченням, міні-баром, індивідуальною системою кондиціонування повітря, сейфом, стаціонарними телефонами з системою голосової пошти, можливістю під'єднання комп'ютера до інтернету.
- Президентський люкс, площею 121 кв.м., розташований на 15-му поверсі. Апартаменти складаються з 3-х кімнат: вітальні, спальні та робочого кабінету. Усі меблі в номері «Версаче». Стиль оформлення «Ампір»;
- Номери категорії Люкс площею 64 кв.м., розташовані на 11-17 поверхах. Вони складаються з двох суміжних кімнат: вітальні та спальні.. Кількість номерів — 10;
- Номери категорії Напівлюкс, площею 40 кв.м., розташовуються на 6-10 поверхах. Кількість пропонованих номерів — 15.;
- Покращені номери, площею 25 кв.м., розташовані на 11-17 поверхах. Номери складаються з однієї кімнати з балконом, а також суміжні (з'єднані дверима). Кількість номерів 72;
- Стандартні номери, площею 24 кв.м., розташовані на 6-10 поверхах. Номери складаються з однієї кімнати з усіма зручностями з балконом, а також суміжні (з'єднані дверима). Кількість номерів 60.